# Aribert Reimann
  Aribert Reimann    (Berlín, 4 de març de 1936 - Berlín, 13 de març de 2024) va ser un compositor i pianista alemany, especialment conegut per les seves òperes. La seva versió d'El Rei Lear va ser escrita per suggeriment de Dietrich Fischer-Dieskau que va cantar el paper principal.

## Biografia
Després d'estudiar composició, contrapunt i piano (amb, entre d'altres, Boris Blacher) a la Hochschule für Musik de Berlín, Reimann va aconseguir un treball com a repetidor a la Deutsche Oper Berlin. Les seves primeres aparicions com a pianista i acompanyant van ser cap al final de la dècada del 1960. A principis de la dècada del 1970, es va convertir en membre de l'Acadèmia de les Arts de Berlín, i va ocupar una càtedra de cant contemporani en la Universität der Künste Berlin entre 1983 i 1998.
La reputació de Reimann com a compositor es va incrementat enormement amb diverses grans òperes literàries, entre elles Lear i Das Schloss («El castell»). A més d'òperes, va escriure música de cambra, orquestral i cançons.
Cantus per a clarinet i orquestra, dedicada al clarinetista i compositor Jörg Widmann, va ser estrenada el 13 de gener de 2006, a la sala gran de la Westdeutscher Rundfunk a Colònia, en presència del compositor, que va declarar que l'obra s'inspirava en les composicions de clarinet de Claude Debussy.